# Dębówka (województwo lubelskie)
Dębówka – wieś w Polsce położona w województwie lubelskim, w powiecie lubelskim, w gminie Jastków. Graniczy z Lublinem.
W latach 1975–1998 miejscowość administracyjnie należała do ówczesnego województwa lubelskiego.
Wieś stanowi sołectwo gminy Jastków. Według Narodowego Spisu Powszechnego z roku 2011 wieś liczyła 436 mieszkańców.
15 września 2019 roku w dolinie Czechówki, na gruntach miejscowości Dębówka Kolonia, odsłonięto replikę średniowiecznego krzyża pokutnego - monolitycznej kamiennej rzeźby w kształcie krzyża łacińskiego, którego powierzchnię zdobi relief w kształcie miecza obosiecznego. Krzyże takie powstawały pomiędzy XIII a XIX wiekiem na obszarze Europy łacińskiej. 

Krzyż pokutny wzorowany na średniowiecznym w Dębówce Kolonii

Krzyż znajduje się przy czerwonym szlaku rajdowo-rowerowym biegnącym wzdłuż ul. Wądolnej. Rzeźba ufundowana została 15 września 2019 roku z inicjatywy lubelskiego Stowarzyszenia na rzecz promocji wiedzy o kulturze średniowiecznej Curia Mediaevalis. Autorem rzeźby jest lubelski artysta i filantrop Krzysztof Pudełko.